# Tianxin
Tianxin (chinesisch 天心區 / 天心区, Pinyin Tiānxīn Qū) ist ein chinesischer Stadtbezirk der bezirksfreien Stadt Changsha, der Hauptstadt der Provinz Hunan. Der Stadtbezirk hat eine Fläche von 73,64 km² und zählt 669.600 Einwohner (Stand: 2018). Er liegt am Unterlauf des Xiang Jiang.

## Administrative Gliederung
Auf Gemeindeebene setzt sich der Stadtbezirk aus neun Straßenvierteln und einer Großgemeinde zusammen. 